# Valină
Valina este unul dintre aminoacizii esențiali care, împreună cu aminoacizii neesențiali, participă la formarea proteinelor. A fost pentru prima dată obținută de Hermann Emil Fischer în 1901. Abundența sa relativă în structurile proteice este cu puțin peste 6%, iar greutatea sa moleculară este de aproximativ 117g/mol.

## Caracteristici
Valina este un aminoacid cu un schelet de cinci carbon. Aparține grupului de aminoacizi cu lanțuri laterale alifatice, iar caracterul hidrofob al acesteia o face să poată fi comparată cu fenilalanina, leucina și izoleucina.
Aminoacizii ce posedă lanțuri laterale sau lanțuri de hidrocarburi în grupele lor R sunt cunoscuți ca aminoacizi cu lanț ramificat (valina, fenilalanina, izoleucina și leucina fac parte din această grupare). În general, aminoacizii din acest grup sunt folosiți ca elemente structurale interne în sinteza proteinelor, pentru că se pot asocia între ei prin intermediul interacțiunilor hidrofobe, și stabilind pliurile structurale caracteristice multor proteine.
Aminoacizii voluminoși (ca valina sau tirozina) sunt responsabili de flexibilitatea fibroinei.
Țesuturi ca vasele de sânge arteriale și ligamentele sunt formate dintr-o proteină fibroasă numită elastină. Aceasta este compusă din lanțuri polipeptidice cu secvențe repetate ale aminoacizilor glicină, valină și alanină, valina fiind însă cel mai important reziduu în ceea ce privește flexibilitatea și extensia proteinei.
Valina ia parte la căile principale de sinteză a compușilor responsabili de mirosul specific al fructelor. Moleculele de valină sunt transformate în derivați ramificati și metilați ai alcoolilor și esterilor.

## Structura
Valina are cele trei grupe chimice și structura generală tipice tuturor aminoacizilor: grupa carboxil ({\displaystyle {\ce {COOH}}}), grupa amino ({\displaystyle {\ce {NH2}}}) și un atom de hidrogen ({\displaystyle {\ce {-H}}}). În grupul său R sau lanțul lateral, are trei atomi de carbon, lucru ce îi conferă caracteristici hidrofobe.
Valina are, ca toți aminoacizii, un atom de carbon central care este chiral și are numele de α-carbon.
Denumirea IUPAC pentru valină este acidul 2-3-amino-3-butanoic, însă unii chimiști se referă la acesta și ca acid α-amino valerianic, iar formulă chimică a acestuia este {\displaystyle {\ce {C5H11NO2}}}.
Ca toți aminoacizii, poate fi găsită sub forma D sau L, însă forma L-valină este mai activă spectroscopic comparativ cu forma D-valină, și mai abundentă decât aceasta. L-valina este forma utilizată la formarea proteinelor celulare, acest lucru făcând-o forma biologic activă dintre cele două.
Îndeplinește funcții ca micronutrienți pentru plante, nutraceutic, metabolit pentru oameni, drojdii, alge și bacterii.

## Biosinteza
Aminoacizii cu lanț ramificat (ca valina, izoleucina și leucina) sunt sintetizați în principal în bacterii și plante. Animalele, spre exemplu oamenii, împreună cu alte mamifere, au nevoie de alimente bogate în acești aminoacizi pentru îndeplinirea cerințelor nutriționale.
Biosinteza valinei începe cu transferarea a doi atomi de carbon în hidroxietil tiamina pirofosfat în piruvat de enzima acetohidroxi izomerică reductază. Cei doi atomi de carbon sunt derivați dintr-o a doua moleculă de piruvat prin intermediul unei reacții dependente de TPP similară cu cea catalizată de enzima piruvat decarboxilază, însă care este catalizată de dihidroxi acid dehidratază.
În cele din urmă, enzima valină aminotransferază formează L-valina, încorporând o grupare amino la compusul cetoacid ce a rezultat din decarboxilarea anterioară.
Valina, leucina și izoleucina posedă o mare asemănare structurală, acest lucru datorându-se faptului că împărtășesc multe enzime și intermediari în căile lor biosintetice.
Cetoacidul produs din biosinteza L-valinei reglează unele etape enzimatice prin intermediul feedback-ului negativ sau a reglării alosterice în calea biosintetică a leucinei și a aminoacizilor înrudiți acesteia.
Prin urmare, căile biosintetice sunt inhibate de un metabolit generat în acestea care, atunci când se acumulează, oferă celulelor un semnal specific ce indică faptul că există un exces al unui anume aminoacid și sinteza acestuia poate fi oprită.

## Degradarea
Primele trei etape ale degradării valinei sunt împărțite în calea de degradare specifică tuturor aminoacizilor cu lanț ramificat.
Valina poate intra în ciclul acidului citric sau ciclul Krebs pentru a fi transformată în succinil-CoA. Calea de degradare constă într-o transaminare inițială, catalizată de enzima cunoscută cu numele de aminoacid aminotransferază cu lanț ramificat (BCAT). Această enzimă catalizează o transaminare reversibilă ce transformă aminoacizii cu lanț ramificat în α-cetoacizii lor cu lanț ramificat corespunzător.
În această reacție, participarea perechii glutamat / 2-cetoglutarat este necesară, deoarece 2-cetoglutaratul primește grupa amino ce este îndepărtată din aminoacidul care este metabolizat devenind astfel glutamat.
Această primă etapă de reacție a catabolismului valinei produce 2-cetoisovalerat și este însoțită de conversia piridoxal 5'-fosfat (PLP) în piridoxamină 5'-fosfat (PMP).
Mai apoi, 2-cetoisovaleratul este folosit drept substrat pentru un complex enzimatic mitocondrial, cunoscut sub numele de α-cetoacid dehidrogenază cu lanț ramificat, care adaugă o porțiune CoASH și formează izobutiril-CoA, care este ulterior deshidrogenat și transformat în metacrilil-CoA.
Metacrilil-CoA este procesat în aval în cinci etape enzimatice suplimentare ce implică hidratare, îndepărtarea porțiunii CoASH, oxidare, adăugarea unei alte porțiuni CoASH și rearanjare moleculară, care se încheie cu producerea de succinil-CoA, ce intră imediat în ciclul Krebs.

## În industria alimentară
Există mulți aditivi chimici ce folosesc glucoza în combinație cu valina pentru a obține mirosuri plăcute în diverse preparate culinare.
La o temperatură de 100°C, acești aditivi au un miros caracteristic de secară și la peste 170°C au miros de ciocolată fierbinte, acest fapt făcându-i populari în producția de alimente din industria de patiserie și panificație.
Acești aditivi chimici utilizează L-valină sintetizată în mod artificial, pentru că purificarea lor din surse biologice este un proces greu și în general nu se obține gradul de puritate necesar.

## Beneficiile aportului său
La fel ca o mare parte a aminoacizilor, valina este un aminoacid glucogen, adică poate fi încorporat în calea gluconeogenă și mulți neurologi susțin că aportul său ajută la menținerea coordonării musculare, a sănătății mintale și la reducerea stresului.
Mare parte din sportivi consumă tablete bogate în valină, pentru că ajută la regenerarea țesuturilor, în special a țesutului muscular. Fiind un aminoacid capabil să fie încorporat în gluconeogeneză, ajută la producerea energiei, importantă pentru activitatea fizică și pentru funcția nervoasă.
Alimentele bogate în valină ajută la menținerea echilibrului compușilor de azot din organism. Acest echilibru este esențial pentru generarea de energie din proteinele ingerate, pentru creșterea corpului și pentru vindecare. Consumul său previne deteriorarea ficatului și a vezicii biliare, precum și contribuie la optimizarea multor funcții ale corpului.
Unul dintre cele mai populare suplimente alimentare printre sportivi pentru creșterea volumului muscular și a recuperării musculare este BCAA. Constă din tablete cu amestecuri de aminoacizi diferiți, ce includ în general aminoacizi cu lanț ramificat, cum ar fi L-valina, L-leucina și L-izoleucina. Sunt, de asemenea, bogate în vitamina B12 și alte vitamine.
Unele experimente efectuate cu porci au dovedit că cerințele de valină sunt mult mai mari și limitative pentru mame ce se află în etapa de lactație, deoarece acest aminoacid ajută la secreția laptelui și produce îmbunătățiri ale ritmului de creștere al nou-născuților ce sunt alăptați.

## Tulburări de deficit
Aportul zilnic recomandat de valină pentru sugari este de aproximativ 35 mg pentru fiecare gram de proteină consumată, iar pentru adulți cantitatea este mai mică, în jur de 13 mg.
Cea mai frecventă boală legată de valină și alți aminoacizi cu lanț ramificat este cunoscută sub numele de „boală de urină cu sirop de arțar” sau „cetoacidurie”. Aceasta este o afecțiune moștenită cauzată de un defect al genelor care codifică enzimele dehidrogenază ale α-cetoacidelor derivate din valină, leucină și izoleucină, care sunt necesare pentru metabolismul lor. În această boală organismul nu poate asimila niciunul dintre acești trei aminoacizi atunci când sunt obținuți din dietă. Prin urmare, cetoacizii derivați se acumulează și sunt expulzați în urină (pot fi detectați și în lichidul cefalorahidian și în serul sanguin).
O dietă cu deficit de valină a fost legată de patologii neurologice, spre exemplu epilepsia. De asemenea, poate provoca pierderea în greutate, boala Huntington și poate duce chiar la dezvoltarea anumitor tipuri de cancer, deoarece sistemul de reparare a țesuturilor și sinteza biomoleculelor sunt compromise.

## Alimente bogate în valină
Proteinele din susan sau semințe de susan sunt bogate în valină, cu aproximativ 60 mg de aminoacid pe gram de proteină. Din acest motiv, prăjiturile cu susan, batoanele sau nuga sunt recomandate celor cu diete deficitare în acest aminoacid.
Soia, în general, este bogată în toți aminoacizii esențiali, inclusiv în valină. Însă, este săracă în metionină și cisteină. Proteina de soia sau texturarea are structuri cuaternare foarte complexe, dar sunt ușor de dizolvat și separat în subunități mai mici în prezența sucurilor gastrice.
Cazeina, ce se găsește de obicei în lapte și în derivații acestuia, este bogată în secvențe repetate de valină. La fel ca și cea din din soia, această proteină poate fi ușor descompusă și absorbită în tractul intestinal al mamiferelor.
S-a estimat că pentru fiecare 100 de grame de proteine din soia se consumă aproximativ 4,9 g de valină, în timp ce pentru fiecare 100 ml de lapte sunt ingerate aproximativ 4,6 ml de valină.

## Codoni
Este codată prin codonii: 
- GUA
- GUC
- GUG
- GUU